# Биконты
Биконты (лат. Bikonta), по системе Томаса Кавалир-Смита, — один из двух монофилетических таксонов (поддомена), на которые делятся Эукариоты (второй такой таксон — Униконты).
Биконты — одноклеточные и многоклеточные эукариотические организмы, одноклеточные формы которых имеют два жгутика.
Биконты включают в себя царство Растения.

## Исследования
Исследования биконтов продолжаются.
Существует несколько теорий относительно того, какие организмы были предками биконтов.
Взаимодействие генов в биконтах с протеинами также является предметом активного изучения.